# Joesoep Temirchanov
Joesoep-Chadzji Sjamiljevitsj Temirchanov (Russisch: Юсуп-Хаджи Шамильевич Темирханов) (Geldagana, 6 mei 1972 - oblast Omsk, 3 augustus 2018) was een Tsjetsjeen die werd veroordeeld voor de moord op Joeri Boedanov, de verkrachter en moordenaar van de 18-jarige Elza Koengajeva.

## Biografie
Temirchanov werd geboren op 6 mei 1972 in het dorp Geldagana. Temirchanovs vader, Sjamil, werkte in het naburig dorp Koertsjaloj. Zijn moeder was een huisvrouw en voedde Temirchanov en zijn broer en zus op.
Sjamil baatte een café uit tot drie federale soldaten in 2000 hem vermoordden en zijn café in brand staken als reactie op Sjamils vraag om via factuur te betalen.

### Moord op Boedanov
Temirchanov verwierf bekendheid in 2011 toen hij voormalig officier Joeri Boedanov vermoordde. Boedanov werd eerder veroordeeld tot een celstraf van 10 jaar voor de ontvoering, verkrachting en moord op de 18-jarige Elza Koengajeva, maar werd na 6 jaar voorwaardelijk in vrijheid gesteld. Temirchanov werd veroordeeld tot een celstraf van 15 jaar.
Volgens verschillende bronnen wilde Temirchanov zich wreken voor de moord op Elza Koengajeva.
Russische media berichtte hoe Temirchanov een paar dagen voor zijn officiële aanhouding ontvoerd werd door mensen in een politie-uniform en vijf dagen doorbracht in een kelder in Moskou, waar hij werd geslagen en gefolterd. Van Temirchanov werd geëisd dat hij de moord op Boedanov zou toegeven en zou bekennen dat hij handelde in naam van de Tsjetsjeense overheid.
In 2014 leidde Temirchanov aan cachexie, een vorm van extreme magerheid. Hij kon niet bewegen of zelfstandig eten.
Advocaat Moerad Moesajev vertelde in een interview met LifeNews dat Temirchanov gedurende twee uur lang in elkaar werd geslaan.
Temirchanov stierf in het stadziekenhuis van Omsk op 3 augustus 2018. Zijn advocaat spreekt dit evenwel tegen en zegt dat hij stierf in het strafkamp waar hij zijn straf uitzat.

## Reacties
Temirchanovs begrafenis werd een aangelegenheid van nationale schaal. Tienduizenden aanwezigen zakten af naar de begrafenis. Tsjetsjenen noemen een held en een къонах, wat Tsjetsjeens is voor een echte man.
Tsjetsjeens president Ramzan Kadyrov bracht een bezoek aan het geboortedorp van Temirchanov om zijn medeleven te betuigen aan Temirchanovs familie. Kadyrov verklaarde dat Temirchanov onschuldig en merkte op dat hij illegaal werd veroordeeld:

Ik ben hier vandaag gekomen om het volgende te zeggen aan de familie en aan mijn volk: hij[, Temirchanov,] werd illegaal veroordeeld, gevangengezet, en hij stierf door de wil van God.